# 타린 터럴

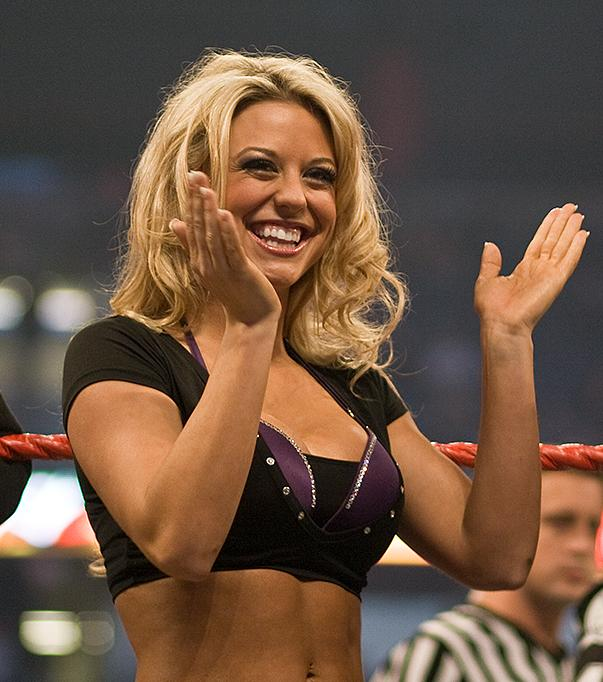
타린 터럴 (2008년)

타린 터렐(Taryn Terrell)/티파니(Tiffany, 1985년 12월 28일 ~ )는 본명 타린 니콜 터럴(Taryn Nicole Terrell)이다. 미국의 링 아나운서, 심판, 배우, 스턴트 우먼 그리고 은퇴한 여자 프로레슬링선수다. 키는 169cm 몸무게는 54kg이다.